# Hypoxis hygrometrica
Hypoxis hygrometrica là một loài thực vật có hoa trong họ Hypoxidaceae. Loài này được Labill. mô tả khoa học đầu tiên năm 1805.